# 埼玉県道路公社
埼玉県道路公社（さいたまけんどうろこうしゃ）は、埼玉県を設立団体とする地方道路公社。公社所在地はさいたま市浦和区の埼玉県浦和合同庁舎。

## 概要
1971年（昭和46年）9月1日設立の100%埼玉県出資（基本財産117億8324万円）の公社で、道路の建設及び管理、自動車駐車場の建設管理を行う。
公社事務所の所在地は埼玉県さいたま市浦和区北浦和5-6-5、理事長は秋山栄一（埼玉県土地開発公社理事長を兼務）。

## 管理運営する道路・施設
- 新見沼大橋有料道路（国道463号）
- 皆野寄居有料道路（国道140号）
- 三郷流山橋有料道路（県道越谷流山線）[2]
- 県内の有料駐車場（20施設）

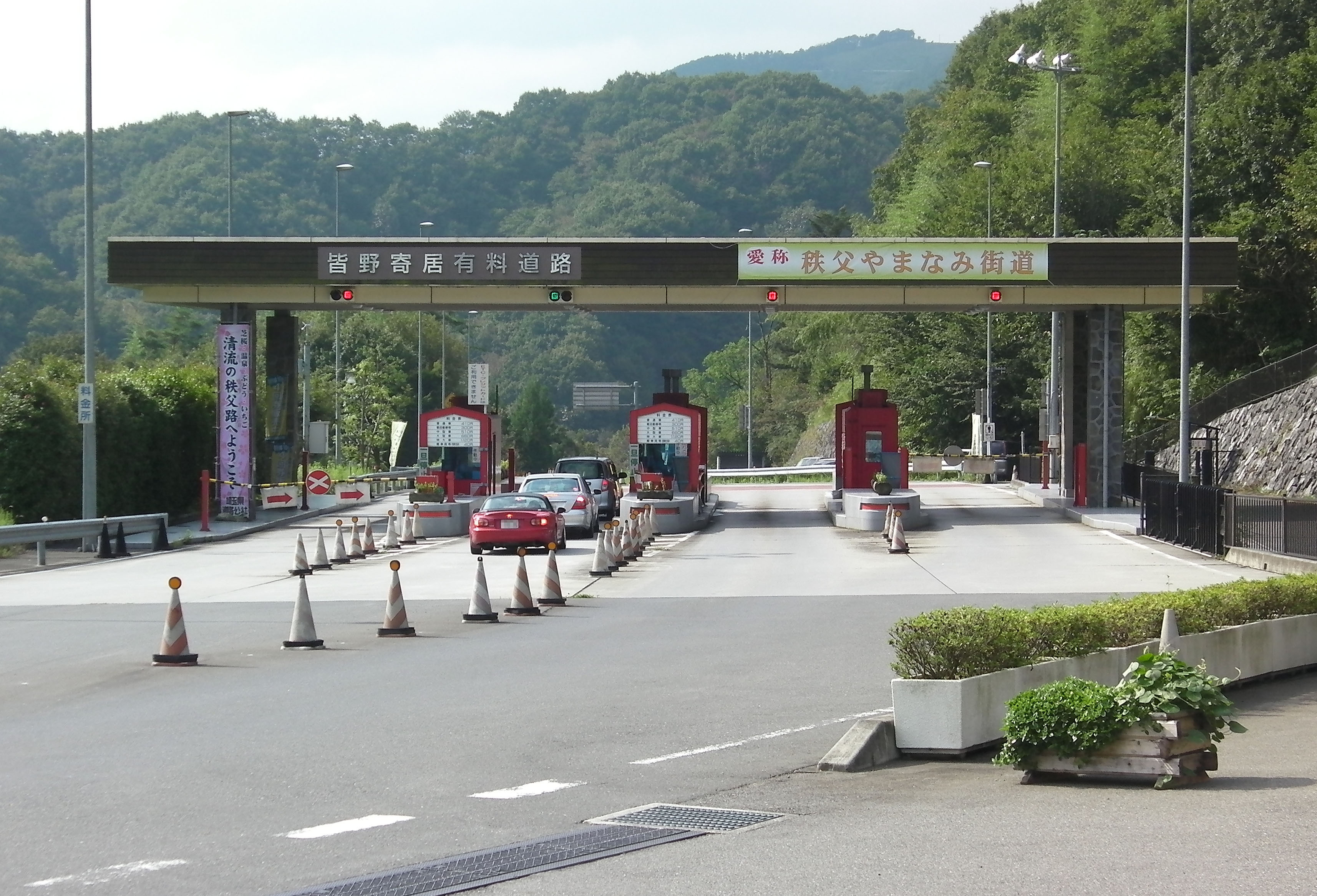
皆野寄居有料道路料金所

  - 東通り跨線橋高架下駐車場（深谷市幡羅町・上柴町/県道深谷東松山線東通り跨線橋下）
  - 254号高架下駐車場（川越市南田島/国道254号川越線高架橋下ほか）
  - 新浦和橋高架下駐車場（さいたま市浦和区常盤・本太/国道463号新浦和橋下）
  - べに花陸橋高架下駐車場（桶川市泉・西/県道川越栗橋線べに花陸橋下）
  - 治水橋高架下駐車場（さいたま市西区飯田新田/県道さいたまふじみ野所沢線治水橋下）
  - 南古谷高架下駐車場（川越市木野目/国道254号南古谷高架橋下）
  - 新見沼大橋高架下駐車場（さいたま市緑区芝原/国道463号新見沼大橋下）
  - 岡中央陸橋高架下駐車場（深谷市岡/県道針ケ谷岡線岡中央陸橋下）
  - 丸島大橋高架下駐車場（久喜市中央・野久喜/県道幸手久喜線丸島大橋下）
  - 月吉陸橋高架下駐車場（川越市月吉町/県道川越日高線月吉陸橋下）
  - 中山陸橋高架下駐車場（飯能市中山・中居/国道299号中山陸橋下）
  - 十間通り高架下駐車場（本庄市駅南・本庄/県道本庄寄居線十間通り陸橋下）
  - 指扇第一駐車場（さいたま市西区指扇領別所/国道16号指扇高架橋下）
  - 指扇第二駐車場（さいたま市西区指扇領別所/国道16号指扇高架橋下）
  - 宝来第一駐車場（さいたま市西区宝来石橋/国道16号指扇高架橋下）
  - 宝来第二駐車場（さいたま市西区宝来/国道16号指扇高架橋下）
  - 久喜跨線橋高架下駐車場（久喜市久喜東・南/県道春日部久喜線久喜跨線橋下）
  - 新皆野橋高架下第一駐車場（秩父郡皆野町皆野/国道140号新皆野橋下ほか）
  - 新皆野橋高架下第二駐車場（秩父郡皆野町皆野/国道140号新皆野橋下ほか）
  - 南大通り陸橋高架下駐車場（本庄市寿1丁目/県道藤岡本庄線南大通り陸橋下）

## 管理運営していた道路・施設

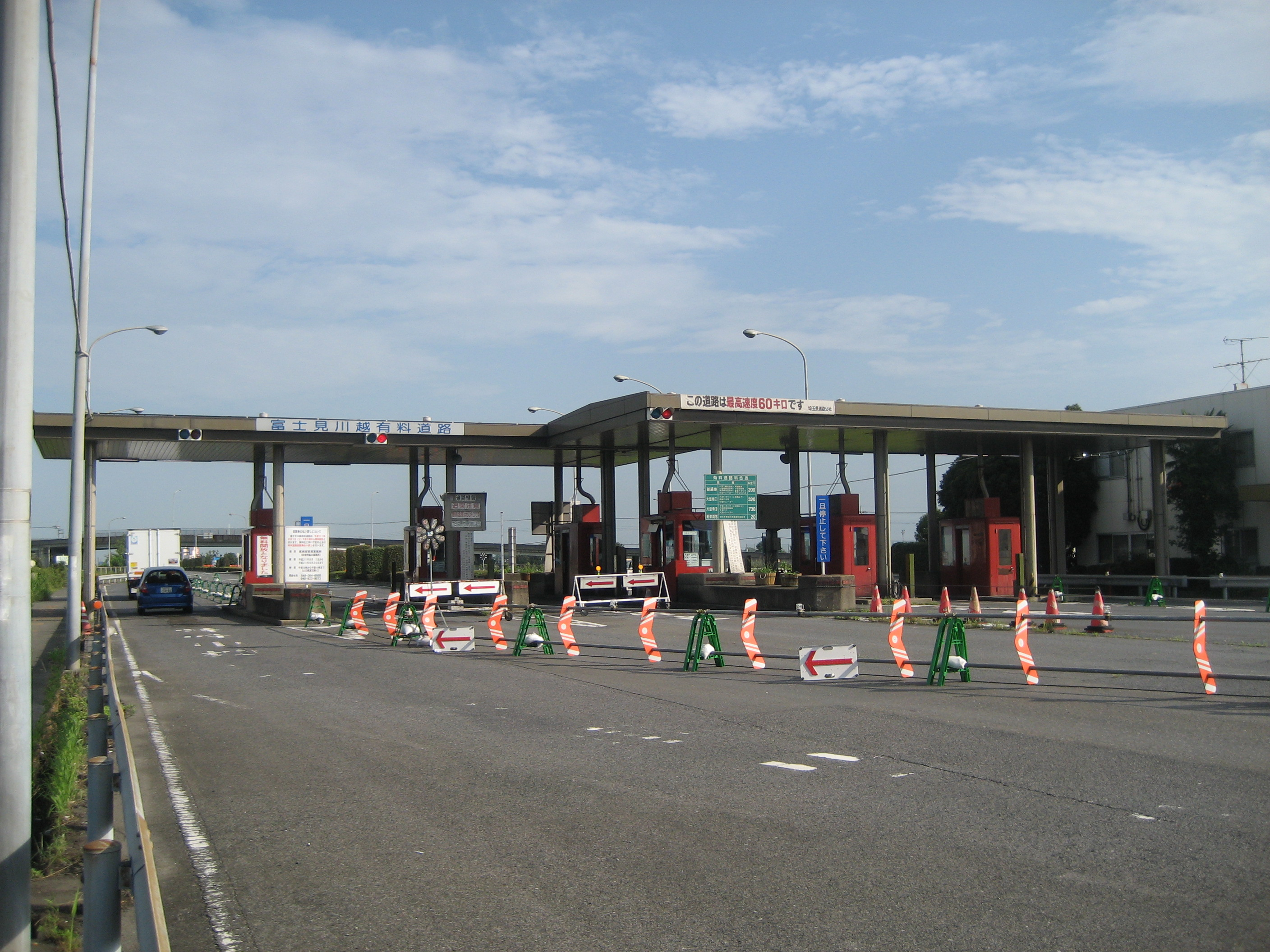
無料開放した後の施設撤去前の富士見川越有料道路料金所

- 埼玉大橋（県道加須北川辺線） : 1989年（平成元年）4月1日 無料開放。無料開放後は行田土木事務所（現・行田県土整備事務所）に移管。
- 新浦和橋有料道路（国道463号） : 2003年（平成15年）5月1日 無料開放。無料開放後はさいたま市に移管。
- 熊谷東松山有料道路（県道玉川熊谷線・県道武蔵丘陵森林公園広瀬線） : 2004年（平成16年）11月30日 無料開放。無料開放後は東松山県土整備事務所、熊谷県土整備事務所に移管。
- 富士見川越有料道路（国道254号） : 2009年（平成21年）8月1日 無料開放。無料開放後は川越県土整備事務所に移管。
- 狭山環状有料道路（県道堀兼根岸線・県道所沢堀兼狭山線） : 2021年（令和3年）7月28日 無料開放。無料開放後は川越県土整備事務所に移管。
- 県内の有料駐車場（1施設）
  - 狭山柏原駐車場（狭山市柏原） : 2021年（令和3年）7月28日 閉鎖。